# Номоконово
Номоко́ново — село в Шилкинском районе Забайкальского края России. Административный центр сельского поселения «Номоконовское». Основано в 1800 году.

## География
Село находится в южной части района, на левом берегу реки Чирон (приток Онона), на расстоянии примерно 42 км (по прямой) к юго-западу от города Шилки. Абсолютная высота — 723 м над уровнем моря.
Климат
Климат характеризуется как резко континентальный, с продолжительной холодной зимой и коротким тёплым летом. Среднегодовая температура воздуха составляет −2,7 — −1,6 °С. Средняя многолетняя температура самого холодного месяца (января) составляет −29 — −25 °С (абсолютный минимум — −51 °С), температура самого тёплого (июля) — 18 — 20 °С (абсолютный максимум — 40 °С). Среднегодовое количество осадков — 350 мм. Продолжительность безморозного периода составляет 110 дней.
Часовой пояс
Село Номоконово находится в часовой зоне МСК+6. Смещение применяемого времени относительно UTC составляет +9:00.

## Население
| 2010 | 2021 |
| ---- | ---- |
| 489  | ↘393 |

Половой состав
По данным Всероссийской переписи населения 2010 года в гендерной структуре населения мужчины составляли 47,4 %, женщины — соответственно 52,6 %.
Национальный состав
Согласно результатам переписи 2002 года, в национальной структуре населения русские составляли 94 % из 552 чел.

## Инфраструктура
Функционируют средняя школа, клуб, библиотека, больница и фельдшерско-акушерский пункт.